# Déclaration de Jakarta

Le drapeau de l'Organisation mondiale de la santé.

La Déclaration de Jakarta sur la promotion de la santé au XXIe siècle est issue de la quatrième conférence internationale sur la promotion de la santé (« À ère nouvelle, acteurs nouveaux : adapter la promotion de la santé au XXIe siècle »), organisée par l'Organisation mondiale de la santé, qui a eu lieu à Jakarta (Indonésie) du 21 au 25 juillet 1997.

## La promotion de la santé est un investissement capital
À la suite de la déclaration d'Alma-Ata (1978) qui a apporté et défini les éléments clés d'un système de santé intégré qui fonctionne avec et pour les gens et la charte d'Ottawa (1986) qui demandait de renforcer l'action communautaire, la déclaration de Jakarta réaffirme que la santé est un droit fondamental de l'être humain et un facteur indispensable au développement économique et social et place la promotion de la santé dans le siècle prochain avec une vision d'ensemble.

## La déclaration de Jakarta place au premier plan les déterminants de santé
En développant la promotion de la santé, « on agit sur les déterminants de la santé et on contribue au progrès de la santé, à la réduction considérable des inégalités en matière de santé, à la promotion des droits fondamentaux de l'être humain et au développement social ».
Ces déterminants sont les conditions préalables à l'instauration de la santé : 
- la paix,
- le logement
- l'éducation
- la sécurité sociale
- les relations sociales
- l'alimentation
- un revenu
- la responsabilisation des femmes
- un écosystème stable
- une utilisation durable des ressources
- la justice sociale
- le respect des droits de l'homme
- l'équité.

La pauvreté et les tendances démographiques telles que l'urbanisation, l'augmentation du nombre des personnes âgées et de la prévalence des maladies chroniques, la sédentarité, la résistance aux antibiotiques et autres médicaments courants, l'augmentation de la toxicomanie, les troubles civils ou la violence domestique restent des menaces pour la santé.

La mondialisation de l'économie, des marchés financiers et du commerce, de l'accès généralisé aux médias et aux techniques de communication et la dégradation de l'environnement due à l'utilisation irresponsable des ressources constituent des facteurs transnationaux qui ont un impact considérable sur la santé.

## Priorités pour la promotion de la santé auXXIesiècle
Afin d'agir efficacement sur ces déterminants, la déclaration de Jakarta propose des priorités :

### Promouvoir la responsabilité sociale en faveur de la santé
Au niveau des décideurs tant du secteur public que du secteur privé, il s'agit de promouvoir la santé en menant des politiques et des pratiques qui respectent le principe de responsabilité sociale, c'est-à-dire :
- qui ne soient pas préjudiciables à la santé d'autres personnes ;
- qui protègent l'environnement et assurent une utilisation durable des ressources ;
- qui restreignent la production et le commerce de produits et substances nocifs par nature, comme le tabac, le pétrole et ses dérivés[2] et les armes et dissuadent les pratiques de marketing nuisibles à la santé ;
- qui protègent à la fois le citoyen sur le marché et l'individu sur son lieu de travail ;
- qui incluent les évaluations d'impact sur la santé en ayant constamment à l'esprit le principe d'équité.

### Accroître les investissements pour développer la santé
Au niveau des investisseurs, il s'agit d'augmenter la part des ressources allouées à la santé au sein de chaque pays mais aussi entre les pays et accroître les investissements pour la développer dans le cadre d'une approche véritablement multisectorielle prévoyant l'allocation de ressources aussi bien aux secteurs de l'éducation et du logement qu'à celui de la santé.

« Il faut que dans cette réorientation des ressources soient pris en compte les besoins de certains groupes comme les femmes, les enfants, les personnes âgées, les populations indigènes, les pauvres et les personnes marginalisées. »

### Renforcer et élargir les partenariats pour la santé
Au niveau des partenaires sociaux, la promotion de la santé doit se faire en partenariat entre les différents secteurs à tous les niveaux de la gestion des affaires publiques en s'appuyant sur des principes éthiques acceptés, le respect et la compréhension mutuels.

### Accroître les capacités de la communauté et donner à l'individu les moyens d'agir
Au niveau des individus et des communautés, « la promotion de la santé est mise en œuvre par et avec les personnes et ne leur est pas imposée. Elle améliore à la fois la capacité d'agir des individus et celle des groupes, organisations ou communautés, d'influer sur les déterminants de la santé.
Pour cela, il est nécessaire d'éduquer, de former à l'animation et au « leadership » et de bénéficier de ressources et de moyens. La responsabilisation des individus exige de participer systématiquement à la prise de décisions ainsi que des compétences et des connaissances essentielles pour pouvoir mettre en œuvre des changements.
Les moyens de communication traditionnels et les nouvelles technologies contribuent à ce processus. Il faut aussi trouver de nouvelles manières d'exploiter les ressources sociales, culturelles et spirituelles en faveur de la santé. »

### Mettre en place une infrastructure pour la promotion de la santé
Pour mettre en place une infrastructure de promotion de la santé, de nouveaux mécanismes de financement doivent être recherchés aux niveaux local, national, et mondial. Des mesures d'incitation doivent être proposées afin d'influencer l'action des pouvoirs publics, des organisations non gouvernementales, des établissements d'enseignement et du secteur privé et accroître ainsi la mobilisation des ressources en faveur de la promotion de la santé.

## Appel à l'action
Les priorités sont les suivantes :
- sensibiliser à l'évolution des déterminants de la santé ;
- soutenir le développement de la collaboration et la mise en place de réseaux pour le développement de la santé ;
- mobiliser des ressources en faveur de la promotion de la santé ;
- accumuler les connaissances sur les meilleures pratiques ;
- favoriser l'apprentissage en commun ;
- promouvoir la solidarité dans l'action ;
- encourager la transparence et la responsabilité publique en promotion de la santé.